# Pyrgula basalis
Pyrgula basalis is een slakkensoort uit de familie van de Hydrobiidae. De wetenschappelijke naam van de soort is voor het eerst geldig gepubliceerd in 1915 door B.Dybowski & J.Grochmalicki.